# Paul Haslinger
Paul Haslinger est un compositeur et musicien né le 11 décembre 1962 à Linz en Autriche et actuellement basé à Los Angeles, en Californie (États-Unis).
Après avoir étudié la musique classique à Vienne (Autriche), il rejoint le groupe allemand de musique électronique Tangerine Dream en 1986.

## Discographie

### Solo
- The Wolfman (OST, 2010) Rejected soundtrack
- Underworld: Rise of the Lycans (OST, 2009)
- While She Was Out (OST, 2008)
- Need For Speed: Undercover (OST, 2008)
- Death Race (OST, 2008)
- Shoot Em Up (OST, 2007)
- Vacancy (OST, 2007)
- Sleeper Cell 2: American Terror (OST, 2007)
- Turistas (OST, 2007)
- Crank (OST, 2006)
- Sleeper Cell (OST, 2006)
- Girl Next Door  (OST, 2004)
- Underworld (OST, 2003)
- Crazy/Beautiful (OST, 2001)
- Score (1999)
- Planetary Traveler (OST, 1998)
- World Without Rules (1996)
- Future Primitive (1994)

### Coma Virus
- Hidden (1997)

### ProgrammeurpourGraeme Revell
- Lara Croft: Tomb Raider (OST, 2001)
- Red Planet (OST, 2000)
- The Siege Soundtrack (OST, 1998)
- The Negotiator (1998)
- Phoenix (OST, 1998)
- The Chinese Box (OST, 1997)

### Avec Lightwave
- Bleue Comme Une Orange (2004)
- Mundis Subterraneus (1995)
- Tycho Brahe (1993)

### AvecTangerine Dream
- Vault IV (2004)
- Zoning (OST, 1996)
- Catch Me If You Can (OST, 1994)
- Deadly Care (OST, 1992)
- L'Affaire Wallraff (OST, 1991)
- Canyon Dreams (OST, 1991)
- Dead Solid Perfect (OST, 1990)
- Melrose (1990)
- Destination Berlin (1989)
- Lily On the Beach (1989)
- Miracle Mile (OST, 1988)
- Optical Race (1988)
- Live Miles (1988)
- Shy People (OST, 1987)
- Three O'Clock High (OST, 1987)
- Near Dark (OST, 1987)
- Tyger (1987)
- Underwater Sunlight (1986)

## Filmographie

### Solo
- 2024 : In the Lost Lands de Paul W. S. Anderson
- 2020 : Monster Hunter de Paul W. S. Anderson
- 2019 : The Dirt de Jeff Tremaine
- Fear the walking dead (2015)
- Underworld : Nouvelle Ère (2012)
- Les Trois Mousquetaires
- Death Race 2 (2010)
- Takers (2010)
- X-Men Origins: Wolverine - Jeu vidéo (2009)
- Underworld 3 : Le Soulèvement des Lycans (2009)
- While She Was Out (2008)
- Need for Speed: Undercover - Jeu vidéo (2008)
- Course à la mort (2008)
- Tom Clancy's Rainbow Six: Vegas 2 - Jeu vidéo (2008)
- Le Bal de l'horreur (2008)
- Shoot 'Em Up : Que la partie commence (Shoot 'Em Up, 2007)
- Gardener of Eden (2007)
- Motel (2007)
- Sleeper Cell II: American Terror - Série télé (2006)
- Turistas (2006)
- Tom Clancy's Rainbow Six: Vegas - Jeu vidéo (2006)
- Hyper Tension (2006)
- Nvidia - Musique de présentation lors de l'E3 2006 (2006)
- Far Cry Instincts Evolution - Jeu vidéo (2006)
- Far Cry Instincts - Jeu vidéo (2005)
- Bleu d'enfer (2005)
- Sleeper Cell I: The Enemy Is Here - Série télé (2005)
- The Girl Next Door (2004)
- Underworld (2003)
- Bring It On Again (2003)
- Blue Crush (2002)
- Crazy/Beautiful (2001)
- Dharmok's Gate (2000)
- Cheaters (2000)
- Story of Computer Graphics (1999)
- Planetary Traveler (1997)

### ProgrammeurpourGraeme Revell
- Lara Croft : Tomb Raider (2001)
- Blow (2000)
- Planète rouge (2000)
- Titan A.E. (2000)
- Pitch Black (2000)
- Couvre-feu (1998)
- Négociateur (1998)
- Phoenix (1998)
- Chinese Box (1997)

### AvecTangerine Dream
- 1987 : Red Heat
- 1986 : City of Shadows / Nightmare City
- 1987 : Canyon Dreams
- 1987 : Aux frontières de l'aube (Near Dark)
- 1987 : Trois heures, l'heure du crime (Three O'Clock High)
- 1987 : Le Bayou (Shy People)
- 1987 : Deadly Care
- 1987 : Tonight's The Night
- 1987 : Red Nights
- 1987 : Zoning
- 1988 : Appel d'urgence (Miracle Mile)
- 1988 : Dead Solid Perfect
- 1989 : Destination Berlin
- 1989 : The Man Inside (L'Affaire Wallraff)
- 1989 : Catch Me If You Can
- 1989 : Rainbow Drive

## Récompenses
- Grammy Nomination (w/ Tangerine Dream) - Canyon Dreams (1991)
- Emmy Nomination - Sleeper Cell (2006)